# Scoliocentra dupliciseta
Scoliocentra dupliciseta är en tvåvingeart som först beskrevs av Gabriel Strobl 1894.  Scoliocentra dupliciseta ingår i släktet Scoliocentra och familjen myllflugor. Arten är reproducerande i Sverige. Inga underarter finns listade i Catalogue of Life.